# Alida Bremer
Alida Bremer (* 20. März 1959 in Split, Jugoslawien, heute Kroatien, geborene Matić) ist eine kroatisch-deutsche Schriftstellerin, Übersetzerin und Literaturwissenschaftlerin.

## Leben
Alida Bremer studierte Vergleichende Literaturwissenschaft, Romanistik, Slawistik und Germanistik in Belgrad, Rom, Saarbrücken und Münster. Bremer kam mit 26 Jahren erstmals nach Deutschland, sie hat zwei Kinder und lebt in Münster. Nach ihrer Promotion arbeitete sie als wissenschaftliche Mitarbeiterin und Lektorin an den Universitäten in Münster und Gießen. Sie leitete das Projekt „Kroatien als Schwerpunktland zur Leipziger Buchmesse 2008“ und den Schwerpunkt Südosteuropa, der von 2009 bis 2011 von der Robert-Bosch-Stiftung, dem Netzwerk Traduki und der Leipziger Buchmesse veranstaltet wurde. Sie konzipierte und erarbeitete Formate für die gemeinsamen Präsentationen der Autoren aus Südosteuropa in Leipzig, etwa die Balkan Nacht, die während der Buchmesse im U. T. Connewitz veranstaltet wird.
Im März 2019 begleitete sie Bundespräsident Frank-Walter Steinmeier und seine Frau Elke Büdenbender bei ihrem offiziellen Besuch in Kroatien.
Sie ist Mitgründerin des PEN Berlin.

### Autorin, Übersetzerin, Herausgeberin, Literaturwissenschaftlerin
Bremers Essays, Kolumnen, Erzählungen und Gedichte wurden in Zeitungen, Zeitschriften und Internetportalen veröffentlicht (u. a. Der Spiegel, Lettre International, Manuskripte, Lichtungen, Wespennest, Perlentaucher, Schreibheft, Zeit Online, Citybooks, Stimmen der Zeit, Vjesnik, Die Horen) und in verschiedene Sprachen übersetzt.
Von 2008 bis 2009 erhielt sie das Grenzgänger-Stipendium der Robert Bosch Stiftung.
Bremer ist Herausgeberin mehrerer deutschsprachiger Anthologien kroatischer Literatur und Übersetzerin zahlreicher Werke aus dem Kroatischen, Serbischen und Bosnischen, u. a. von Ivana Sajko, Edo Popović, Iva Brdar, Delimir Rešicki, Marko Pogačar, Renato Baretić, Damir Karakaš, Zvonko Maković, Roman Simić, Predrag Matvejević, Veljko Barbieri, Asja Bakić. Alida Bremer ist die Schwester des kroatischen Autors Edi Matić.

### Kuratorin (Auswahl)
- 2003–2007 - Leitung und Organisation des literarischen Programms bei der Buchmesse in Pula/Istrien/Kroatien
- 2008 - „Kroatien als Schwerpunktland zur Leipziger Buchmesse“
- 2008 - Festival Donumenta Regensburg, Schwerpunkt Kroatien
- 2009–2014 - „Fokus Südosteuropa“ auf der Leipziger Buchmesse – Programme mit jeweils 40-50 Autoren aus 12 Ländern
- „Kroatien Kreativ 2013“: Ganzjähriges Festival unter der Schirmherrschaft von Staatsminister für Kultur und Medien Bernd Neumann anlässlich des Beitritts Kroatiens in die EU
- 2011 – Festival „Literatur im Herbst“, Wien (Schwerpunkt „Yugoslavia Revistited“)
- 2012 – Festival „Literatur im Herbst“, Wien (Schwerpunkt „Mare Nostrum“)
- 2013 – Festival „Literatur im Herbst“, Wien (Schwerpunkt „Donau“)
- 2012 - Festival „Baklava“ im Auftrag des Kulturzentrums der Minoriten in Graz
- 2011 - Für das Goethe-Institut Belgrad: Austausch zwischen serbischen und deutschen Autoren: Korrespondenzen, Lesungen
- 2012 - Für das Goethe-Institut Budapest: Austausch zwischen ungarischen und deutschen Autoren: Gemeinsame Blogs, Lesungen
- 2000–2015: Kuratorin aller Auftritte der kroatischen Autoren bei den Buchmessen in Frankfurt und Leipzig
- 2010 - bis heute - zusammen mit dem serbischen Autor Saša Ilić und dem albanischen Autor Jeton Neziraj künstlerische Leiterin des Internationalen Literaturfestivals „Polip“ in Prishtina, Kosovo

### Jurorin
- 2008 gründete Alida Bremer mit dem Kulturverein „KURS“ aus Split ein Writer-in-Residence-Programm, das heute ein Teil eines südosteuropäischen Netzwerks geworden ist, das auf diese Gründung in Split zurückgeht. Der Schwerpunkt dieses Programms sind die Autoren aus den Ländern des ehemaligen Jugoslawiens, aber auch Autoren aus anderen europäischen Ländern sind willkommen. Sie war Jurorin dieses Programms bis 2014.
- 2008–2012 - T-Portal-Jury für den besten Roman: Der höchst dotierte Literaturpreis in Kroatien
- 2011 - Jury für den Essay-Wettbewerb des Kulturzentrums der Minoriten, Graz, zum Thema „1 + 1 + 1 = 1 Trinität“
- 2013–2018 - Jury für den Leipziger Preis für Europäische Verständigung
- 2015 - Jury für das Spurensuche-Stipendienprogramm für Autoren und Publizisten – ausgeschrieben von der Robert Bosch Stiftung, dem Literaturhaus Berlin und von der Nobelpreisträgerin Herta Müller
- 2015 - Peter –Weiss–Preis der Stadt Bochum

## Auszeichnungen und Nominierungen
- Ehrennadel der Stadt Münster für das ehrenamtliche Engagement bei der Betreuung von Kriegsflüchtlingen aus Bosnien und Herzegowina
- Staatsorden der Republik Kroatien für Verdienste um die kroatische Kultur
- Grenzgänger-Stipendium der Robert-Bosch-Stiftung für die Arbeit am Roman Olivas Garten
- Stipendium des Internationalen Hauses der Autoren Graz
- Arbeitsstipendium des Deutschen Übersetzerfonds für die Arbeit am Roman von Edo Popović Der Aufstand der Ungenießbaren[3][4]
- Stipendium des Ministeriums für Familie, Kinder, Jugend, Kultur und Sport des Landes NRW und des Europäischen Übersetzer-Kollegiums in Straelen für die Arbeit am Roman von Ivana Sajko Liebesroman
- 2017: Nominiert für den Alfred-Döblin-Preis[5]
- 2018: Internationaler Literaturpreis – Haus der Kulturen der Welt für die Übersetzung aus dem Kroatischen von Liebesroman, gemeinsam mit der Autorin Ivana Sajko[6]
- 2018: Arbeitsstipendium des Deutschen Übersetzerfonds für die Arbeit am Roman von Edo Popović Mondmeridian
- 2018: Brücke Berlin Theaterpreis für die Übersetzung aus dem Serbischen des Stücks Daumenregeln, gemeinsam mit der Autorin Iva Brdar
- 2018: Deutscher Jugendtheaterpreis (mit dem Autor) als Übersetzerin von Der (vorletzte) Panda oder Die Statik von Dino Pešut
- 2019: Arbeitsstipendium des Deutschen Übersetzerfonds für die Arbeit am Roman von Ivana Sajko Familienroman: Die Ereignisse von 1941 bis 1991 und darüber hinaus
- 2019: „Eine Uni - ein Buch“ - Gemeinsames Programm des Stifterverbandes und der Klaus Tschira Stiftung in Kooperation mit dem ZEIT Verlag: Alle Hochschulen in Deutschland waren eingeladen, ein Buch zu bestimmen, über das ein Semester lang gesprochen und debattiert werden soll; die zehn besten Ideen wurden mit jeweils 10.000 € prämiert, eine davon wurde an der Universität Duisburg-Essen ausgearbeitet. Diese Uni hat sich mit dem Roman „Olivas Garten“ von Alida Bremer beworben und wurde ausgewählt, gemeinsam mit neun anderen Universitäten im Sommersemester 2019 das Programm zu realisieren.
- 2019: Poet in Residence an der Universität Duisburg-Essen
- 2019: Perewest-Stipendium für die Übersetzung des Gedichtbands von Marko Pogačar Land, Land
- 2020: Arbeitsstipendium des Deutschen Übersetzerfonds für die Arbeit am Erzählband Mars von Asja Bakić
- 2020: Barthold-Heinrich-Brockes-Stipendium des Deutschen Übersetzerfonds
- 2021: INITIAL - Sonderstipendium der Akademie der Künste Berlin

## Werke

### Als Autorin
- Kriminalistische Dekonstruktion. Zur Poetik der postmodernen Kriminalromane. Königshausen und Neumann, Würzburg 1999, ISBN 3-8260-1558-4.
- Olivas Garten. Roman. Eichborn, Köln 2013, ISBN 978-3-8479-0536-3 (belletristische Darstellung der Geschichte ihrer kroatischen Familie). Taschenbuchausgabe Olivas Garten. Roman. Ullstein Taschenbuch, Berlin 2017, ISBN 978-3-548-28965-6
- Träume und Kulissen. Roman. Jung und Jung, Salzburg und Wien 2021, ISBN 978-3-99027-258-9.
- Tesla oder Die Vollendung der Kreise. Roman. Jung und Jung, Salzburg 2023, ISBN 978-3-99027-286-2.

### Als Herausgeberin
- Jugoslawische (Sch)erben. Probleme und Perspektiven. fibre, Osnabrück 1993, ISBN 3-929759-00-4.
- Südliche Luft. 20 Liebeserklärungen an Kroatien. List, Berlin 2008, ISBN 978-3-548-60804-4 (Anthologie).
- Literarisch reisen: Istrien. Gedanken, Phantasien, Erinnerungen. Drava, Klagenfurt/Celovec 2008. ISBN 978-3-85435-535-9.
- Die Horen: Fabula Rasa oder: Zagreb liegt am Meer / Die kroatische Literatur der letzten 25 Jahre. die horen, 53. Jahrgang, Nr. 229.
- Glückliche Wirkungen. Eine literarische Reise in bessere Welten. Ullstein, Berlin 2017, ISBN 978-3-549-07486-2.
- Die Horen – Im Handgemenge mit Piraten. Allerlei Seestücke. Zusammengestellt von Alida Bremer, Andreas Erb und Christof Hamann. die horen, 66. Jahrgang, Nr. 282.

### Als Übersetzerin
- Veljko Barbieri: Canzoniere der dalmatinischen Küche (OT: Kuharski Kanconijer). Wieser-Verlag, Klagenfurt/Celovec 2008, ISBN 978-3-85129-741-6.
- Delimir Rešicki: Arrhythmie. Gedichte. Ed. Korrespondenzen, Wien 2008, ISBN 978-3-902113-57-3 (Text dt. und kroat.).
- Edo Popović: Die Spieler. Roman (OT: Igrači). Voland & Quist, Dresden 2010, ISBN 978-3-938424-33-9.
- Edo Popović: Mitternachtsboogie (OT: Ponoćni boogie). Voland & Quist, Dresden 2010, ISBN 978-3-938424-51-3.
- Hans Thill (Hrsg.): Konzert für das Eis. Gedichte aus Kroatien. Wunderhorn, Heidelberg 2010, ISBN 978-3-88423-343-6.
- Marko Pogačar: An die verlorenen Hälften. Gedichte. Ed. Korrespondenzen, Wien 2010, ISBN 978-3-902113-68-9.
- Zvonko Maković: Lügen, warum nicht? Wunderhorn, Heidelberg 2011, ISBN 978-3-88423-373-3.
- Ivana Sajko: Trilogie des Ungehorsams. Drei Einakter. Verlag der Autoren, Frankfurt am Main, ISBN 978-3-88661-350-2.
- Edo Popović: Der Aufstand der Ungenießbaren. Roman (OT: Lomljenje vjetra). Luchterhand, München 2012, ISBN 978-3-630-87357-2.
- Zvonko Karanović: Burn, baby, burn. Gedichte. Drava, Klagenfurt/Celovec 2012. ISBN 978-3-85435-697-4.
- Edo Popović: Ausfahrt Zagreb-Süd. Roman (OT: Izlaz Zagreb jug). btb, München 2012, ISBN 978-3-442-74193-9.
- Renato Baretić: Der achte Beauftragte. Roman (OT: Osmi povjerenik). Dittrich, Berlin 2013, ISBN 978-3-943941-10-4.
- Edo Popović: Stalins Birne. Roman (OT: Oči). btb, München 2014, ISBN 978-3-442-74195-3.
- Damir Karakaš: Ein herrlicher Ort für das Unglück. Roman (OT: Sjajno mjiesto za nesreću). Dittrich, Berlin 2014, ISBN 978-3-943941-21-0.
- Marko Pogačar: Schwarzes Land. Edition Korrespondenzen, Wien 2015, ISBN 978-3-902951-11-3.
- Ivana Sajko: Liebesroman. Voland & Quist, Dresden und Leipzig 2017, ISBN 978-3-86391-182-9.
- Ivana Sajko: Familienroman. Die Ereignisse von 1941 bis 1991 und darüber hinaus. Voland & Quist, Dresden und Leipzig 2020, ISBN 978-3-86391-249-9.
- Asja Bakić: Mars. Verbrecher Verlag, Berlin 2021, ISBN 978-3-95732-474-0.
- Ivana Sajko: Das Lied der Stadt (Nicht für dich). Verlag der Autoren, München 2023, ISBN 978-3-88661-413-4.
- Asja Bakić: Leckermäulchen. Verbrecher Verlag, Berlin 2025. ISBN 978-3-95732-609-6